# Skärlöv
Skärlöv är en by i Mörbylånga kommun i Kalmar län, belägen i Hulterstads socken på sydöstra Öland cirka 16 kilometer sydöst om centralorten Mörbylånga.
Liksom flera andra byar på ön har Skärlöv en utdragen sträckning där gårdarna ligger längs den gamla bygatan, en så kallad radby.
Skärlöv är det enda ursprungliga namnet på -löv som finns på Öland. Betydelsen är ungefär "arvegods" och -löv-namnen har sitt kärnområde i det gamla danska riket. De anses vara från tiden före 800-talet. Förleden skär- syftar förmodligen på berg som går i dagern. Namnet skrevs 1406 Skerløff och Skærleff.